# Hongaarse parlementsverkiezingen 1985

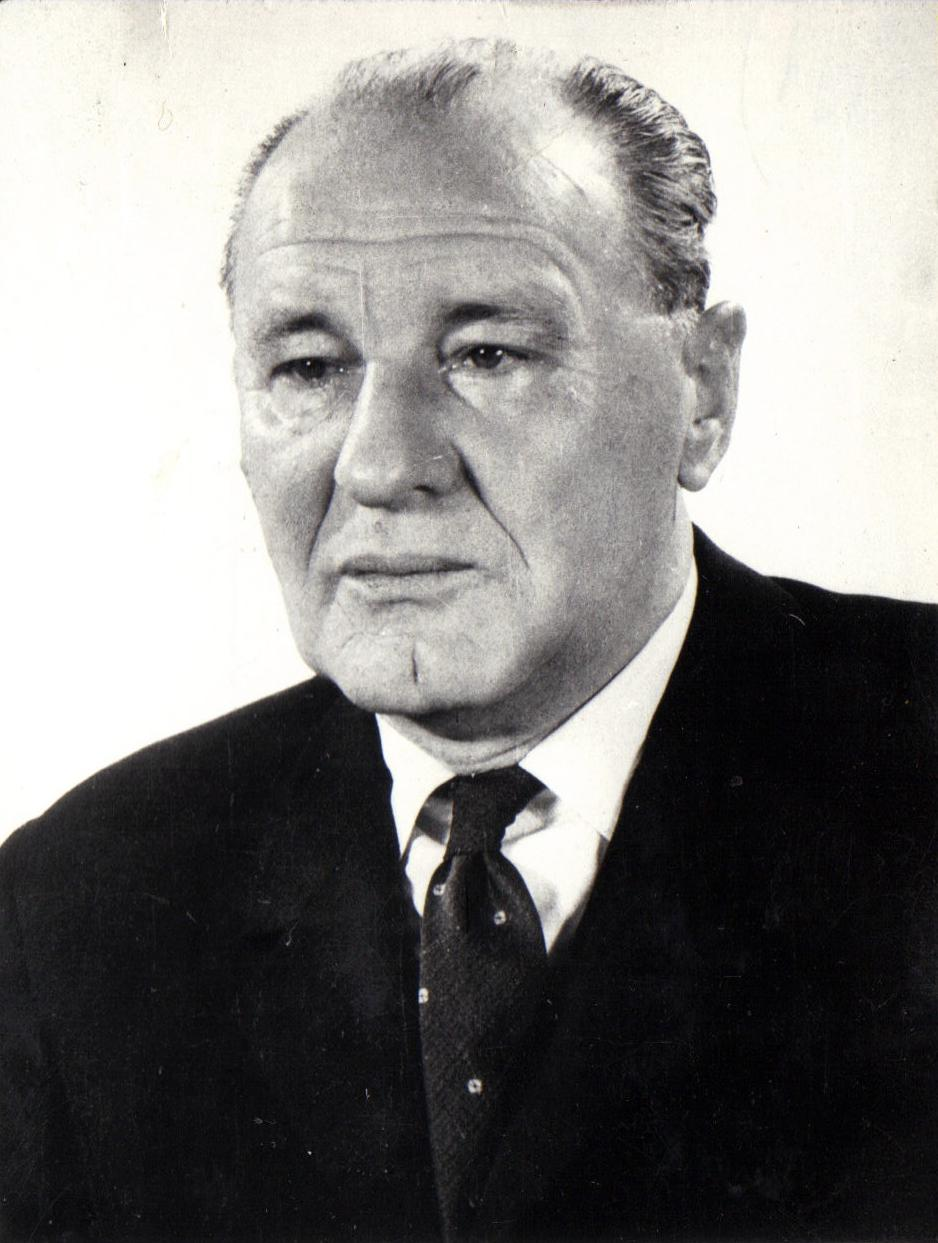
János Kádár (1912-1989), secretaris-generaal van de MSzMP (1956-1988), de machtigste man van Hongarije

De Hongaarse parlementsverkiezingen van 1985 vonden op 8 juni van dat jaar plaats. Per kiesdistrict mochten er twee kandidaten meedoen; de kandidaat met de meeste stemmen kwam in de Nationale Vergadering (parlement). Vijfendertig kandidaten (partijprominenten) op de nationale lijst werden rechtstreeks in het parlement gekozen. Kandidaten moesten lid zijn van het door de communistische Hongaarse Socialistische Arbeiderspartij (MSzMP) gedomineerde en gecontroleerde Patriottisch Volksfront (HNF). 

## Uitslag
| Partij                                           | Stemmen   | %       | Zetels    | Verschil |
| ------------------------------------------------ | --------- | ------- | --------- | -------- |
| Hongaarse Socialistische Arbeiderspartij (MSzMP) | -         | -       | 288 / 387 | 36       |
| Onafhankelijke kandidaten                        | -         | -       | 98 / 387  | 2        |
| Totaal Patriottisch Volksfront                   | 6.636.685 | 98,8%   | 288 / 387 |          |
| Vacant                                           | -         | -       | 1 / 387   | 1        |
| Tegen                                            | -         | 0,7%    | 0 / 387   | Stabiel  |
| Totaal                                           | 7.577.401 | 100,00% | 387       | 35       |
|                                                  |           |         |           |          |
| Geldige stemmen                                  | -         | -       |           |          |
| Blanco/ongeldige stemmen                         | 60.738    | -       |           |          |
| Totaal uitgebrachte stemmen                      | -         | -       |           |          |
| Geregistreerde kiezers/opkomst                   | -         | 94,02%  |           |          |
| Bron: Nohlen & Stöver                            |           |         |           |          |

## Verdeling naar sekse
| Mannen    | 305 |
| Vrouwen   | 81  |
| Vacant    | 1   |
| Totaal    | 386 |
| Bron: IPU |     |